# Institut Regija Europe
Institut regija Europe (IRE) je ekonomska i znanstvena institucija za promicanje i proučavanje regionalizma, te umrežavanje različitih regija, gradova, znanstvenih i ekonomskih institucija iz Europe. Institut regija Europe (IRE), sa sjedištem u Salzburgu (Austrija), dio je privatne, neprofitne zaklade osnovane 2004 godine. 

## Cilj
Institut regija Europe osnovao je 1. prosinca 2004. godine Franz Schausberger, bivši predsjednik pokrajine Salzburg, s ciljem pružanja foruma za europske regije, općine i poduzeća. 
Uspostavom IRE stvorena je nadregionalna, politički neovisna organizacija koja, u uvjetima proširene Europe te na temelju Lisabonskog ugovora, naglašava sve veću važnost regija i općina, umanjuje nedostatak informacija s posebnim naglaskom na ciljevima za poboljšanje gospodarskog potencijala putem regionalne i međuregionalne suradnje regija Europe. 
To se odnosi na postojeće članice Europske unije, zemlje kandidatkinje i one koje imaju tek težnju to postati, a uključene su i poslovne organizacije. 
Važno područje je stvaranje veza s mrežom regija, gradova i općina te jačanje ekonomskih i političkih pozicija europskih regija kroz njihovo povezivanje i suradnju. 
Institut služi kao komunikacijska platforma između regija, gradova, općina, poduzeća i investitora, ostalih znanstvenih i administrativnih institucija s ciljem poboljšanja i stvaranja mreža kroz koje će se lakše ostvariti regionalni i lokalni interesi i potrebe.
Kroz svoje aktivnosti i inicijative IRE podržava regionalizaciju i decentralizaciju te predstavlja kontakt za rješavanje odgovarajućih pitanja i izazova.

## Članovi
Trenutno IRE mreža broji više od 120 regija, gradova, općina, poduzeća i investitora, iz 19 zemalja Europe. Broj članica konstantno se povećava.

## Board of Patrons
Aktivnost IRE odgovara ideji “Europa regija” koja se temelji na načelu supsidijarnosti kao jednog od stupova Europske unije.
Kao pobornik procesa europskih integracija Institut je dužan pridržavati se europskih principa tolerancije, međunarodnog razumijevanja i supsidijarnosti.
Članovi Board of patrons podržavaju ciljeve IRE. 
- Benita Ferrero-Waldner - ministica vanjskih poslova Austrije (2000-2004), povjerenica za vanjske poslove i europsku politiku susjedstva (2004-2010)
- Hubert von Goisern - austrijski skladatelj i glazbenik
- Johannes Hahn - povjerenik Europske komisije za regionalnu politiku
- Jean-Claude Juncker - premijer Luksemburga, predsjednik Eurogrupe (2005-2013)
- Ivo Josipović - Predsjednik Republike Hrvatske
- Helmut Kohl - njemački kancelar (1982-1998)
- Wolfgang Schüssel - austrijski kancelar (2000-2007)
- Karel Schwarzenberg - češki ministar vanjskih poslova (2007-09 & 2010-13)
- Edmund Stoiber - premijer Bavarske (1993-2007)
- Theo Waigel - njemački ministar financija (1989-1998)
- Helmut Zilk † - gradonačelnik Beča (1984-1994)

## Stažiranje
IRE pruža mogućnost mladim ljudima iz cijele Europe odraditi pripravnički program u Institutu u Salzburgu. U pripravničkom programu sudjelovalo je već više od 120 studenata iz različitih znanstvenih područja i mnogih europskih zemalja. U okviru pripravničkog programa studenti izrađuju znanstveni rad na temu vezanu za europsku ili regionalnu politiku. Rezultati se objavljuju u IRE monografiji.

## Događanja
U ime austrijskog predsjedanja Vijećem Europske unije, Institut regija Europe održao je 9. svibnja 2006. (Dan Europe), manifestaciju pod nazivom Cafe d´Europe u svim glavnim gradovima EU. 
IRE nastavlja ovakav oblik događanja pod naslovom "Café d'Europe Régional" u brojnim europskim gradovima. U opuštenoj atmosferi tradicionalne kavane razgovara se o temama poput procesa integracije u EU te sudjelovanju civilnog društva u donošenju odluka. Vrhunski govornici iz područja politike, diplomacije i ekonomije, studenti i svi zainteresirani sudjeluju u raspravi i razmjeni ideja. Godišnja konferencija europskih regija i gradova (KERS) okuplja oko 300 lobista iz politike i gospodarstva iz različitih europskih regija. Naglasak je na aktualnim temama obzirom na budući razvoj i strategije gradova i regija.
Osim toga, kontinuirano se organiziraju stručne konferencije na određene teme regionalne politike.

## Znanstvena djelatnost
Fokus znanstvenog istraživanja leži u analizi regionalne i lokalne povijesti, izbornih anketa, regionalizacije i decentralizacije u Europi.
Časopis Newsregion objavljuje se četiri puta godišnje i daje pregled aktivnosti Instituta o kojima obavještava više od 2000 donositelja odluka u Europi.
IRE monografija uključuje istraživačke radove o sljedećim temama: regionalne i lokalne izborne analize, političke sustave, regionalni razvoj mjesta, regionalnu politiku Europske unije i druga područja povezana s regionalizmom i decentralizacijom. 
Izbor radova kao i drugih publikacija izlazi jednom godišnje pod naslovom Godišnjak o regionalizmu.

## Vanjske poveznice
- institut-ire.eu  Arhivirana inačica izvorne stranice od 7. kolovoza 2020. (Wayback Machine)
- advantageaustria.org